# فونیکس موتورکارز
فونیکس موتورکارز (انگلیسی: Phoenix Motorcars) شرکت خودروسازی کانادایی است، که در سال ۲۰۰۲ تأسیس شد.